# 牛肉熟成

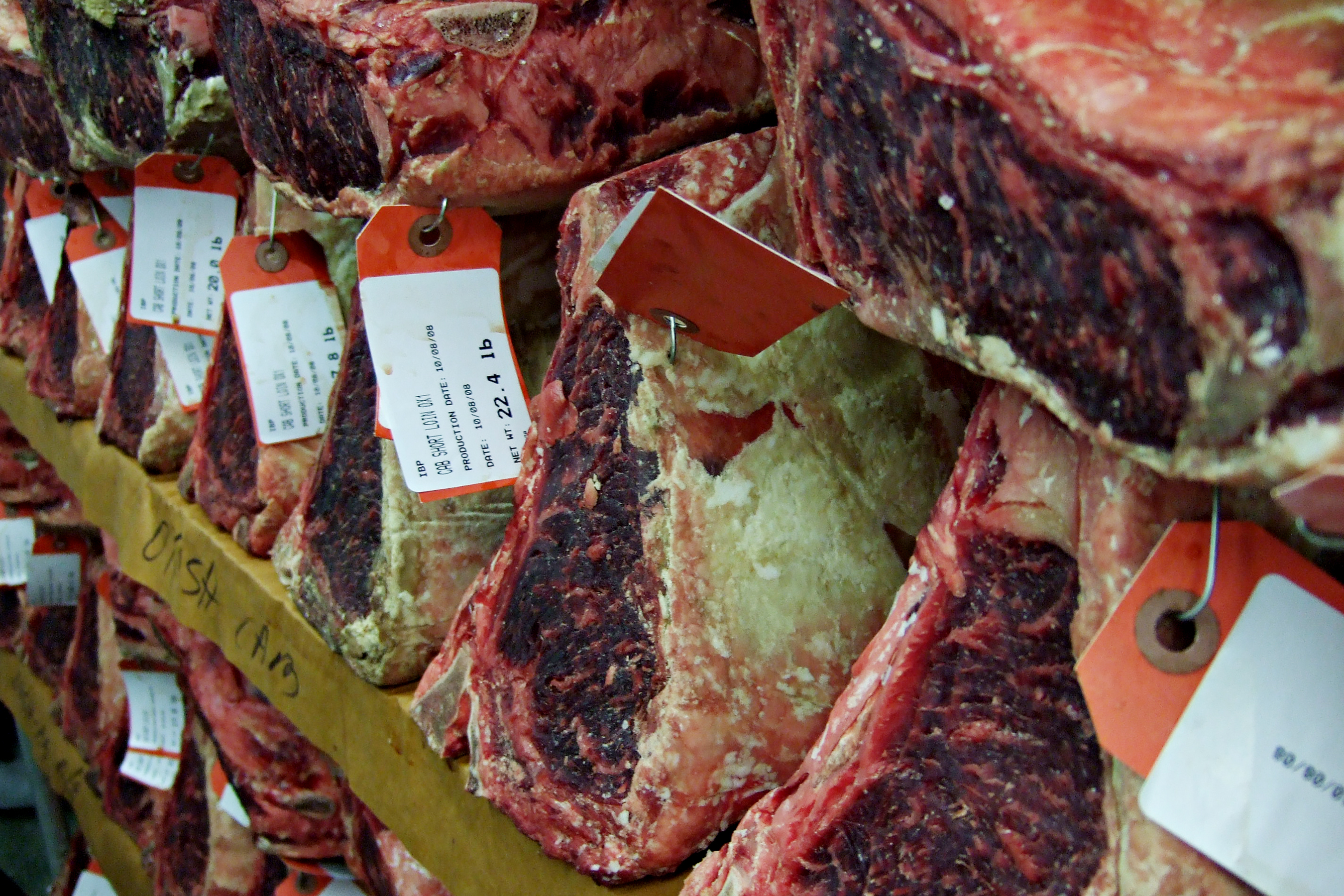
牛肉熟成

牛肉熟成（英語：Beef aging）是一種加工處理牛肉的過程，主要是為了打散肌肉內的結締組織。

## 乾式熟成牛肉
乾式熟成牛肉（Dry-aged beef）是指吊掛且經過幾個禮拜風乾後的牛肉。在牛隻被屠宰與清理後，整個半隻牛體會被吊掛起來，或者分割成不同部位的大切塊會放進冷藏庫。這樣的處理過程將會耗費可觀的費用，因為牛肉必須儲放在接近0 °C的溫度下（0 °C 至 -1 °C）熟成20－45天，熟成後產生酥脆外皮，重量會減少約3成，可烹煮的部分只剩7成左右。通常只有較高等級的牛肉會以乾式熟成的方式處理，因為這個處理過程需要牛肉內富含豐富且均勻分布的脂肪。因為這些理由，一般很少見到乾式熟成牛肉在牛排餐廳或高檔肉品販賣店之外販售。乾式熟化的最主要效果是讓牛肉本身天然的風味更佳集中與飽和。

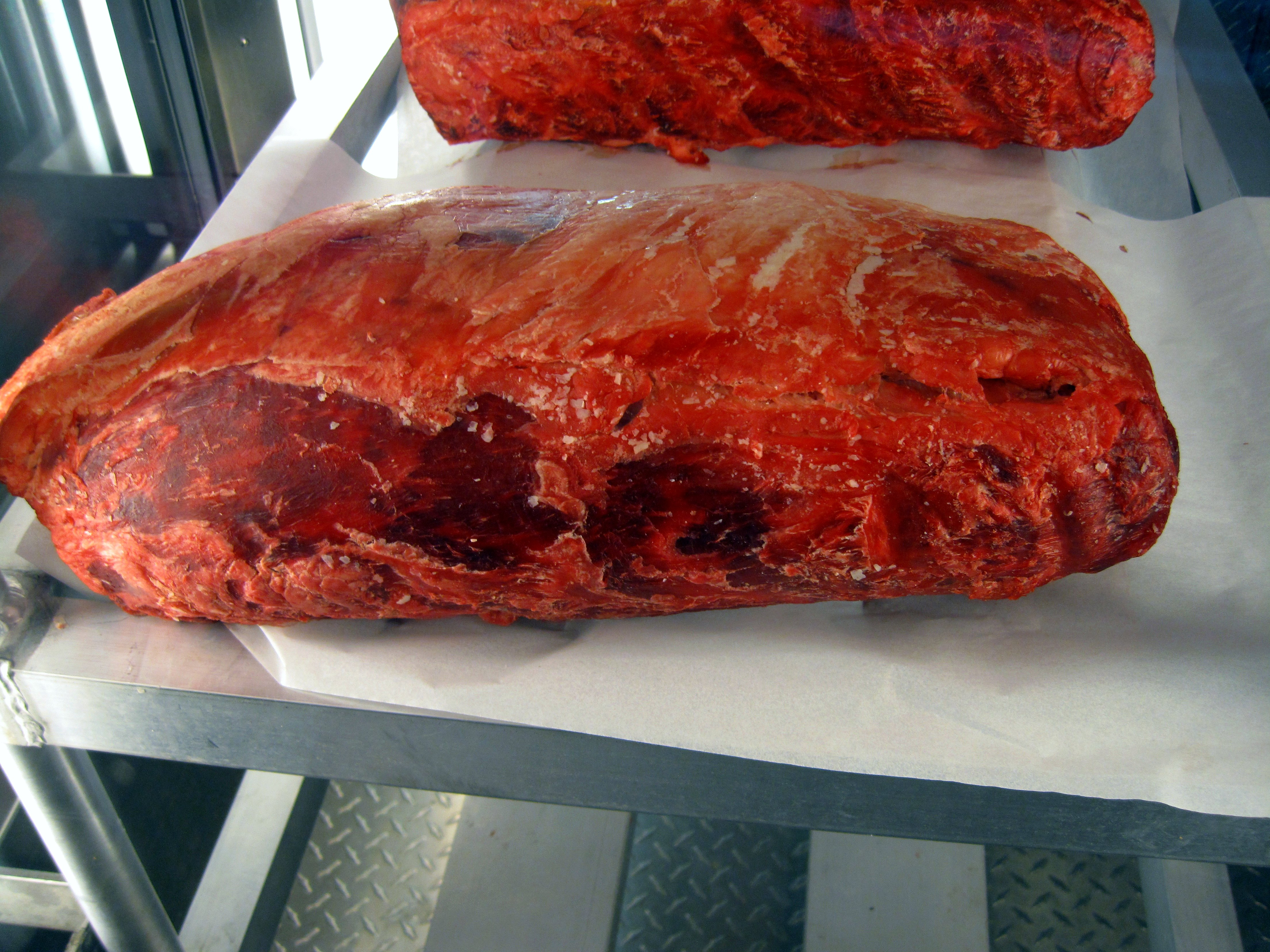
位於拉斯維加斯加拉格爾牛排館內的乾式熟成牛肉

牛肉的熟成過程主要是藉由兩種方法來改變牛肉肉質，第一，水份從牛肉的肌肉組織內蒸發出來。這使得牛肉的風味更加的集中。第二，牛肉本身的天然酵素會打破肌肉內的結締組織，這使得肉質變的更軟嫩。牛肉的天然酵素和其外在的微生物交互作用改進了牛肉的嫩度（tenderness）、風味（flavor）和多汁性（juiciness）。
乾式熟成的牛肉目前在美國的超級市場裡是很罕見的，因為在熟化的過程中會損失很多的重量。乾式熟成的過程通常使真菌或黴菌在肉體表面的增長，有時變成綠色。這不代表肉質腐敗，而是在肉體表面會生成一層外殼硬皮，而這一部分在烹調食用前會切除去掉。這些真菌會輔助牛肉內天然的酶去軟化肉質與增進肉質的風味。

## 濕式熟成牛肉
濕式熟成牛肉（Wet-aged beef）是指在真空密封包裝內熟成並保持肉質水份的牛肉，以真空包裝取代乾式熟成的硬殼。這種方法目前在美國是普遍主流熟成牛肉的方式。濕式熟成之所以流行普遍是因為它耗費了較少的時間（通常只需要幾天）並且在熟成過程中沒有任何的重量損失。相較之下，乾式熟成花費15－28天，而且水分蒸發後會損失三分之一以上的重量。

## 伸延閱讀
- Ahnström, M. L.; Seyfert, M.; Hunt, M. C.; Johnson, D. E. . Meat Science. 2006, 73 (4): 674–679. doi:10.1016/j.meatsci.2006.03.006.
- DeGeer, S. L.; Hunt, M. C.; Bratcher, C. L.; Crozier-Dodson, B. A.; Johnson, D. E.; Stika, J. F. . Meat Science. 2009, 83 (4): 768–774. doi:10.1016/j.meatsci.2009.08.017.